# Adrian Pătulea
Adrian Marian Pătulea (n. 10 noiembrie 1984, Târgoviște) este un fotbalist român, care evoluează pe postul de atacant pentru echipa din Liga a II-a, Farul Constanța. De asemenea, a făcut parte din echipa națională de fotbal de plajă a României.

## Carieră

### Începuturi
Pătulea s-a născut în Târgoviște. A jucat la Rapid, FCM Târgoviște, Astra Ploiești și Petrolul Ploiești în România, înainte de a pleca în Anglia.

### Lincoln City
În februarie 2008 s-a antrenat cu echipa Burgess Hill Town, însă niște probleme cu viza au blocat transferul. A început sezonul 2008-2009 cu Boston United, jucând în victoria lor cu 2-0 dintr-un amical cu Shirebrook Town din 12 iulie 2008. A ajuns apoi la Lincoln City unde a cerut o perioadă de probe. Pătulea a petrecut 6 săptămâni antrenându-se cu prima echipă, Peter Jackson, antrenorul de atunci, fiind surprins de metodele bizare de antrenament ale lui Pătulea. Jackson a comentat mai apoi că "El (Pătulea) a fost văzut de către îngrijitorul terenului alergând pe teren cu iubita sa în spate. Problema e că iubita sa era dezbrăcată, ceea ce a atras atenția jucătorilor". În acea perioadă, a marcat un hattrick în repriza a doua a meciului cu rivalii locali, Lincoln United, într-un meci amical, și părea că a câștigat inimile suporterilor lui City. Atunci, Petrolul Ploiești, fostul său club, a cerut o sumă mare de transfer celor de la Lincoln, după ce, aparent, acesta era înregistrat drept jucătorul găzarilor, astfel că mutarea sa la City părea să fi picat.
Lincoln City au reușit să negocieze o înțelegere pentru Pătulea, semnând cu clubul pe 29 august 2008. Documentele sale legate de viză nu au venit suficient de repede pentru a putea evolua în derby-ul cu Grimsby Town, însă a marcat la debutul său pentru Lincoln, intrând pe teren de pe bancă în victoria echipei sale cu 2-0 contra celor de la Barnet. Pătulea și-a făcut și a doua apariție, tot de pe bancă, în meciul cu Bury, înainte de a începe primul meci ca titular contra celor de la Brentford FC, luându-i doar 30 de minute pentru a-și marca al doilea gol în tricoul noii sale echipe. Pătulea a marcat din nou, în minutul 57 al victoriei cu 2-0 împotriva celor de la Chester. A marcat din nou, de data aceasta într-o victorie cu 3-1 a clubului său împotriva celor de la Chesterfield FC. Apoi a marcat o dublă în victoria cu 5-1 a clubului său împotriva celor de la Accrington Stanley. Apoi a marcat golul victoriei contra celor de la Notts County, scor 1-0.

### Leyton Orient, împrumutul la Hayes & Yeading și Hereford United
Pe data de 23 iunie 2009 a semnat un contract cu Leyton Orient pe doi ani. A marcat primul său gol în meciul din  Football League Cup contra celor de la Colchester United pe 11 august 2009. După venirea lui Russell Slade ca antrenor al clublui, în septembrie 2010, Pătulea a fost împrumutat în Conference National, la Hayes & Yeading. Și-a făcut debutul în înfrângerea cu 3-1 contra celor de la Kidderminster Harriers, marcând unicul gol al echipei sale însă fiind eliminat mai apoi pentru o intrare violentă. Când s-a întors la Orient nu și-a putut consolida un loc în primul unsprezece, înțelegându-se cu clubul pentru a-și relizia contractul în data de 22 ianuarie. Pe 7 martie a semnat un contract până la finalul sezonului cu Hereford United. Contractul nu a fost prelungit după ce Pătulea nu a reușit să se impună.

### Farul Constanța
În august 2011 s-a întors în România, semnând cu clubul din Liga a II-a, Farul Constanța. A reușit să impresioneze acolo, marcând 15 goluri în 27 de partide, atrăgând atenția cluburilor mai mari.

### CSMS Iași
În august 2012 a semnat un contract pe doi ani cu clubul din Liga I, CSMS Iași. Ultimul său meci pentru Farul Constanța a fost chiar împotriva echipei cu care avea să semneze, când a marcat 2 goluri într-o înfrângere a vechiului său club cu 4-2.
A marcat primul său gol la Iași pe 10 august, într-un meci cu fosta sa echipă, Petrolul Ploiești, marcând un gol dramatic în ultimele secunde ale prelungirilor, obținând un punct pentru ieșeni într-un meci ce avea să se termine 2-2.

### Reîntoarcerea la Rapid și FC Vaslui
Pe 30 iulie 2013, Pătulea semnează cu clubul care l-a lansat în fotbal, Rapid București, aflat acum într-o situație foarte precară , semnând pe un an după retrogradarea Iașului. Totuși, după decizia TAS de a retrograda Rapidul din cauza problemelor financiare, acesta și-a reziliat contractul cu giuleștenii, nereușind să evolueze în vreo partidă pentru alb-vișinii. Pe 10 septembrie 2013 a semnat cu FC Vaslui. Acolo a avut un singur gol în 23 de partide, fiind unul din cei mai puțini apreciați atacanți din Liga I.

### Academica Argeș și reîntoarcerea la Farul
După despărțirea de FC Vaslui, care s-a desființat, Pătulea semnează cu echipa de Liga a II-a, Academica Argeș, unde marchează 7 goluri în 14 partide, înainte de a se întoarce la Farul Constanța, un an mai târziu. Acolo reușește din nou să impresioneze, marcând 7 goluri în 13 partide.